# Août 1861

## Événements
- 10 août : victoire des Confédérés à la Bataille de Wilson's Creek pour le contrôle du Missouri.
- 15 août :
  - Algérie : mort de Sidi Hamza, empoisonné par ses proches. La politique des bureaux arabes favorise les abus de pouvoir des chefs indigènes. Jouant des rivalités intertribales, les Français alternent récompenses et brimades. Ainsi, après la mort de Sidi Hamza, nommé calife en échange de ses services contre les révoltes de 1852, ses fils sont rétrogradés au rang de bachaga.
  - Madagascar : avant de mourir, la reine Ranavalona désigne Rakoto pour successeur. Il prend le nom de Radama II.

- 16 août : Julie-Victoire Daubié, institutrice, devient à 37 ans la première bachelière en France.

- 22 août :
  - La ligne ferroviaire de Lyon-Perrache à Marseille-Saint-Charles est allongée entre Bourgoin et Saint-André-le-Gaz.
  - Un décret impérial français érige plusieurs villages algériens en commune(s) de plein exercice :  Boudouaou, Chebli, Didouche Mourad, Rouïba, Seraïdi, Zighoud Youcef (commune).

## Naissances
- 9 août : John William Godward, peintre anglais († 13 décembre 1922).
- 21 août : Frédéric de Civry, coureur cycliste français († 15 mars 1893).
- 22 août : 
  - Henrik August Angell (mort le 26 janvier 1922), militaire norvégien ;
  - Claude Chauveau (mort le 28 février 1940), homme politique français ;
  - Pierre-Marie Durand (mort le 18 juillet 1951), chef d'entreprise français.

## Décès
- 17 août : Johann David Passavant, peintre, conservateur de musée et historien de l'art allemand (° 18 septembre 1787).
- 22 août : Xianfeng (né le 17 juillet 1831), empereur de Chine de 1850 à 1861, Cixi lui succédant du fait de son titre d'impératrice (douairière).
- 24 août : Pierre Berthier, minéralogiste et géologue français.
- 28 août : William Lyon Mackenzie, chef de la Rébellion du Haut-Canada.